# تام ویگلی
تام ویگلی (انگلیسی: Tom Wigley؛ زادهٔ ۱۸ ژانویهٔ ۱۹۴۰) دانشمند در زمینه مدل اقلیمی و چرخه کربن و یکی از برجسته‌ترین متخصصان جهان در زمینه دگرگونی اقلیم و یکی از پراستنادترین دانشمندان در این رشته‌است. او اهل استرالیا است.